# Opius laevicollis
Opius laevicollis är en stekelart som beskrevs av Fischer 1957. Opius laevicollis ingår i släktet Opius och familjen bracksteklar. Arten är reproducerande i Sverige. Inga underarter finns listade i Catalogue of Life.